# Loliinae
Loliinae Dumort., 1829 è una sottotribù di piante angiosperme monocotiledoni appartenente alla famiglia delle Poacee (o Gramineae, nom. cons.), sottofamiglia Pooideae, tribù Poeae.

## Etimologia
Il nome della sottotribù deriva dal suo genere tipo Lolium L., 1753 la cui etimologia deriva da un'erba infestante ("loglio") citata da Virgilio.
Il nome scientifico della sottotribù è stato definito dal botanico, naturalista e politico belga Barthélemy Charles Joseph Dumortier (1797 – 1878) nella pubblicazione "Analyse des familles des plantes, avec l'indication des principaux genres qui s'y rattachent" (Anal. Fam. Pl.: 63. 1829) del 1829.

## Descrizione

### Portamento
Il portamento delle specie di questo gruppo in genere è cespuglioso (a volte rizomatoso) con forme biologiche tipo emicriptofita cespitosa (H caesp) e cicli biologici annuali o perenni (specialmente in Festuca). I culmi sono cavi a sezione più o meno rotonda. In queste piante non sono presenti i micropeli. In Festuca sono presenti specie annuali a bassa statura. In Leucopoa sono presenti piante dioiche oltre a bisessuali.

### Foglie
Le foglie lungo il culmo sono disposte in modo alterno, sono distiche e si originano dai vari nodi. Sono composte da una guaina, una ligula e una lamina. Le venature sono parallelinervie. Non sono presenti i pseudopiccioli e, nell'epidermide delle foglia, le papille.
- Guaina: la guaina è abbracciante il fusto ma con margini liberi; può essere priva o no di auricole (padiglioni auricolari). In Castellia tubercolosa i padiglioni auricolari sono falcati.
- Ligula: la ligula è membranosa e a volte cigliata.
- Lamina: la lamina ha delle forme generalmente lineari, piatte, conduplicate o filiformi, eventualmente falcate o arrotolate. In Leucopoa tra le vene sia adassialmente che abassialmente sono presenti delle travi sclerenchimatiche. In Pseudobromus le foglie hanno delle nervature trasversali.

### Infiorescenza

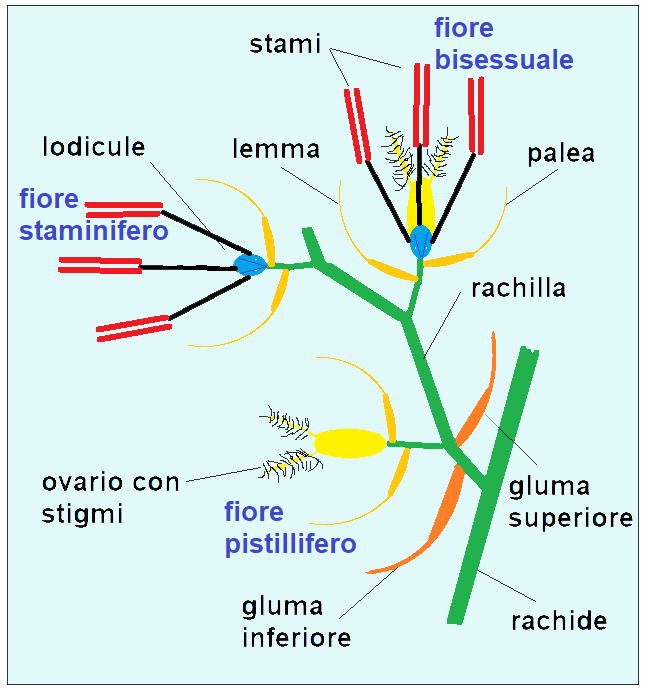
Spighetta generica con tre fiori diversi

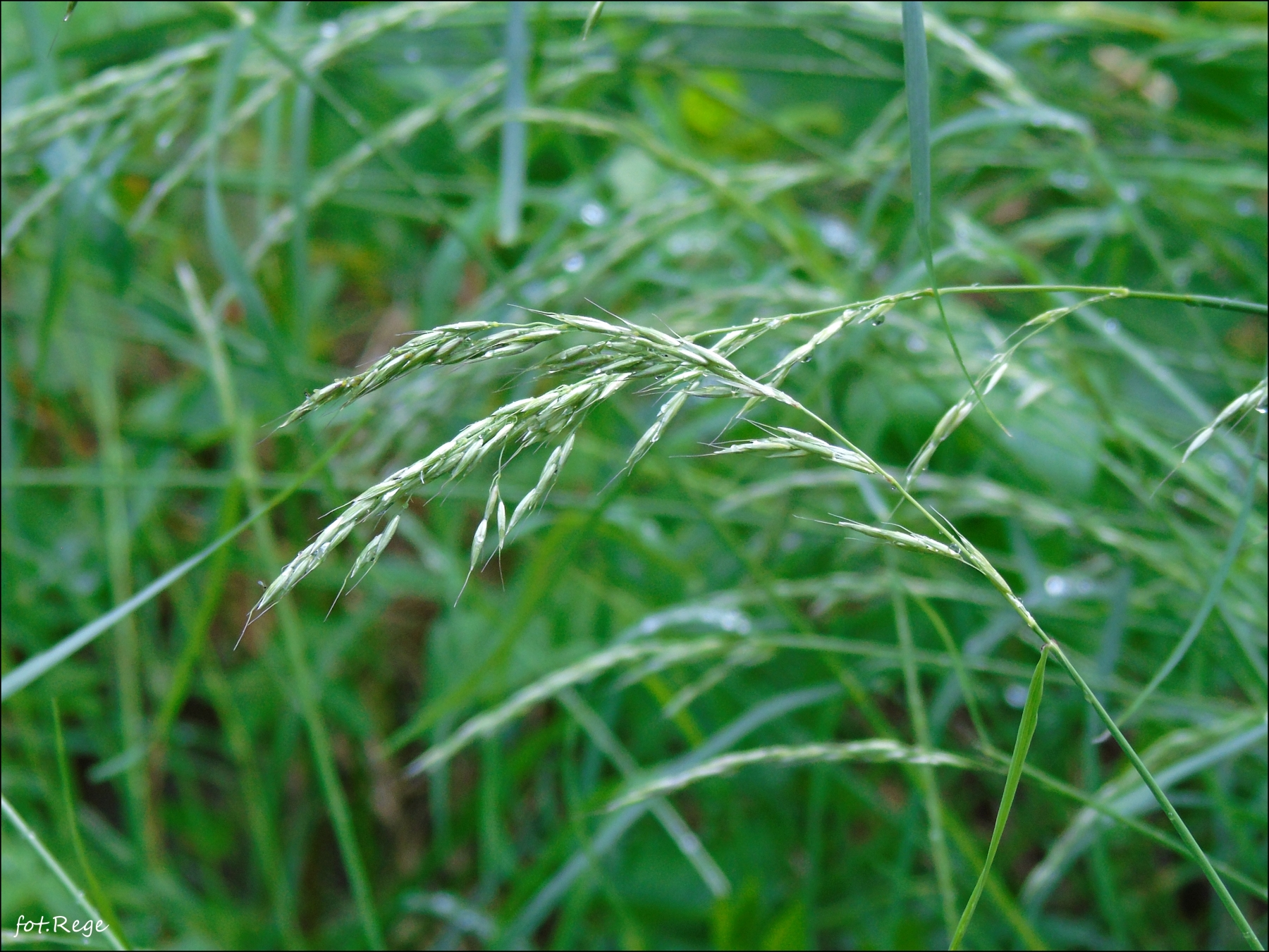
Infiorescenza
Festuca gigantea

- Infiorescenza principale (sinfiorescenza o semplicemente spiga): le infiorescenze, ascellari e terminali, in genere sono ramificate (raramente non lo sono) e sono formate da alcune spighette (che in alcuni casi si alternano in due file opposte) ed hanno la forma di una pannocchia aperta (in Lolium consiste in un racemo singolo, rigido e bifacciale). La fillotassi dell'inflorescenza inizialmente è a due livelli, anche se le successive ramificazioni la fa apparire a spirale. In Loliolum le spighette sono tutte posizionate da un lato.
- Infiorescenza secondaria (o spighetta): le spighette, compresse lateralmente, sottese da due brattee distiche e strettamente sovrapposte chiamate glume (inferiore e superiore), sono formate da più fiori (fino a 22 in Lolium). Possono essere presenti dei fiori sterili; in questo caso sono in posizione distale rispetto a quelli fertili. Alla base di ogni fiore sono presenti due brattee: la palea e il lemma. La rachilla di solito è scabrosa, raramente è liscia o pubescente. La disarticolazione avviene con la rottura della rachilla sopra le glume e tra i fiori.

- Glume: le glume, con apici acuti, generalmente sono più brevi del lemma adiacente (o dei fiori). La consistenza delle glume è coriacea. In Lolium la glume inferiore è soppressa tranne che nella spighetta terminale.
- Palea: la palea è un profillo con due venature; può essere cigliata. Di solito è uguale al lemma.
- Lemma: il lemma, con apice acuto o minutamente bidentato, a volte è pubescente. La consistenza varia da coriacea a membranosa. Possiede fino a 9 venature longitudinali. In Castellia tubercolosa il lemma è tubercolato.

### Fiori

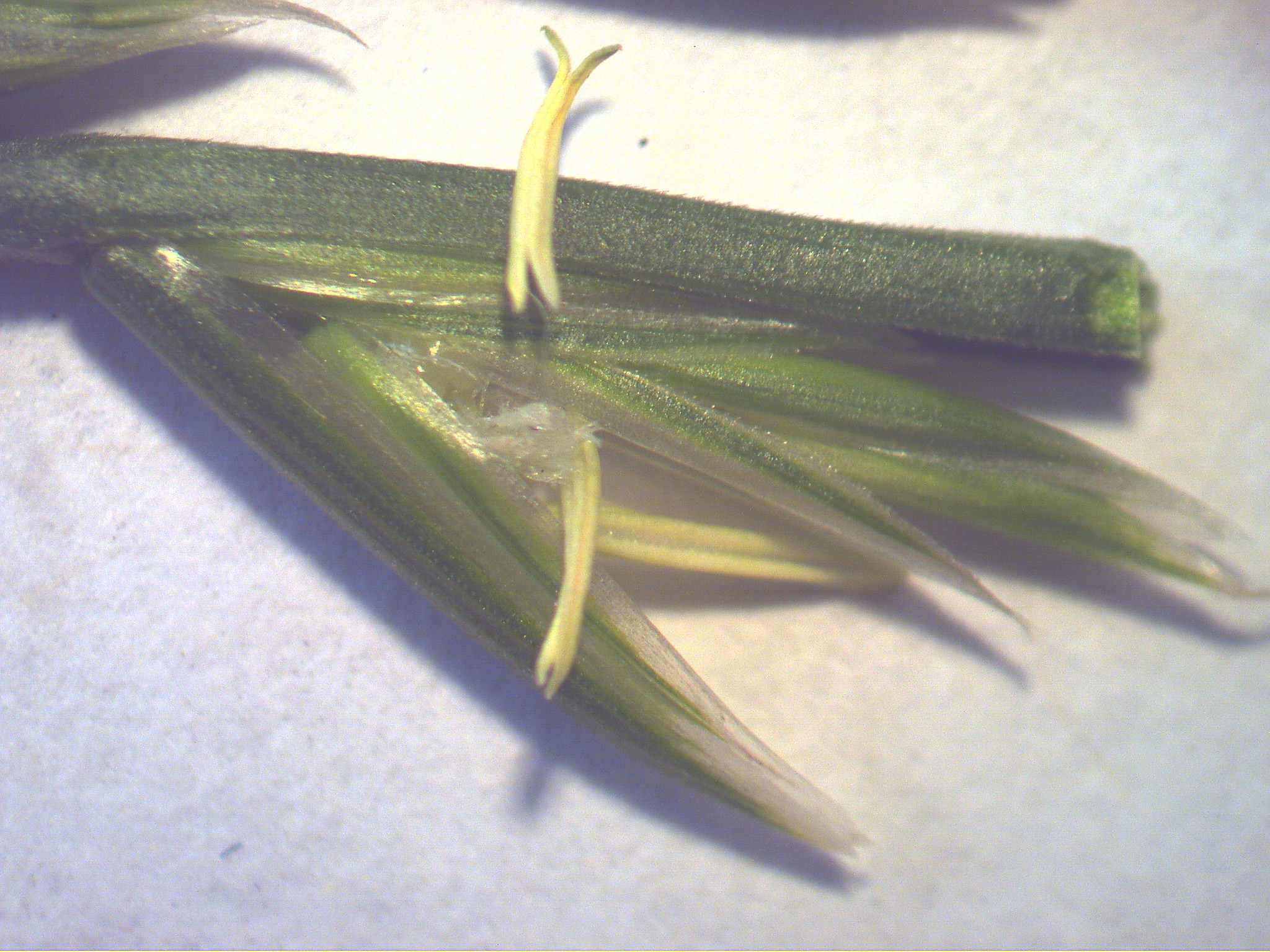
I fiori
Lolium rigidum

I fiori fertili sono attinomorfi formati da 3 verticilli: perianzio ridotto, androceo  e gineceo.
- Formula fiorale:[5]

*, P 2, A (1-)3(-6), G (2–3) supero, cariosside.
- Il perianzio è ridotto e formato da due lodicule, delle squame traslucide, poco visibili (forse relitto di un verticillo di 3 sepali). Le lodicule sono membranose e non vascolarizzate.

- L'androceo è composto da 1 - 3 stami ognuno con un breve filamento libero, una antera sagittata e due teche. Le antere sono basifisse con deiscenza laterale. Il polline è monoporato.

- Il gineceo è composto da 3-(2) carpelli connati formanti un ovario supero. L'ovario, glabro o pubescente, ha un solo loculo con un solo ovulo subapicale (o quasi basale). L'ovulo è anfitropo e semianatropo e tenuinucellato o crassinucellato. Lo stilo, breve, è unico con due stigmi papillosi e distinti.

### Frutti
I frutti sono del tipo cariosside, ossia sono dei piccoli chicchi indeiscenti, con forme ovoidali, nei quali il pericarpo è formato da una sottile parete che circonda il singolo seme. In particolare il pericarpo è fuso al seme ed è aderente. L'endocarpo non è indurito e l'ilo è lineare. L'embrione è piccolo e provvisto di epiblasto ha un solo cotiledone altamente modificato (scutello senza fessura) in posizione laterale. I margini embrionali della foglia non si sovrappongono. In Lolium il cariosside è strettamente chiuso tra il lemma e la palea.

## Biologia
Come gran parte delle Poaceae, le specie di questo genere si riproducono per impollinazione anemogama. Gli stigmi più o meno piumosi sono una caratteristica importante per catturare meglio il polline aereo. 
La dispersione dei semi avviene inizialmente a opera del vento (dispersione anemocora) e una volta giunti a terra grazie all'azione di insetti come le formiche (mirmecoria).

## Distribuzione e habitat
In genere regioni temperate dell'emisfero settentrionale (Nord America e Eurasia).

## Tassonomia
La famiglia delle Poacee comprende circa 800 generi e oltre 9.000 specie. È una delle famiglie più numerose e più importanti del gruppo delle monocotiledoni. La famiglia è suddivisa in 12 sottofamiglie, la sottotribù Loliinae fa parte della sottofamiglia Pooideae, tribù Poeae.

### Generi
La tribù comprende i seguenti  generi:
- Castellia Tineo (1 specie, Castellia tuberculosa (Moris) Bor)
- Festuca Tourn. ex L. (659 spp.)
- Locajonoa Soreng (1 sp., Locajonoa coerulescens (Desf.) Soreng)
- Lolium L. (32 spp.)
- Megalachne Steud. (1 sp., Megalachne berteroniana Steud.)
- Patzkea G.H.Loos (3 spp.)
- Pseudobromus K.Schum. (6 spp.)
- Wangenheimia Moench (1 sp., Wangenheimia lima (L.) Trin.)

### Specie della flora italiana
Nella flora spontanea della penisola italiana sono presenti i seguenti generi di questo gruppo:
- Festuca con oltre 80 specie.
- Lolium con 7 specie.

### Filogenesi
La sottotribù Loliinae fa parte della tribù Poeae R.Br., 1814 (quest'ultima è compresa nella supertribù Poodae L. Liu, 1980). La tribù Poeae (formata da diverse sottotribù suddivise in alcune supersottotribù) è l'ultimo nodo della sottofamiglia Pooideae ad essersi evoluto (gli altri precedenti sono la tribù Brachyelytreae, e le supertribù Nardodae, Melicodae, Stipodae e Triticodae).
La sottotribù Loliinae appartiene al gruppo con le sequenze dei plastidi di tipo "Poeae" (definito "Poeae chloroplast groups 2 ") ed è circoscritta nella supersottotribù Loliodinae Soreng, 2017 comprendente anche le sottotribù Dactylidinae, Cynosurinae, Ammochloinae e Parapholiinae. All'interno della supersottotribù la sottotribù Loliinae forma un "gruppo fratello" con il resto delle sottotribù. Ulteriori studi sono necessari per avere informazioni più dettagliate e precise.
La sottotribù Loliinae con l'attuale circoscrizione è monofiletica. Tuttavia questo gruppo (in particolare il genere Lolium) è difficile dal punto di vista tassonomico in quanto tutte le specie sono tra di loro interferenti (eventi di ibridazione) con conseguenti intrecciamenti più o meno profondi. All'interno dei generi i singoli taxa sono sufficientemente riconosciuti a livello specifico o infraspecifico, ma le differenze tra i taxa sono lievi e spesso sovrapposte.
La sottotribù è dominata dal grande genere Festuca la cui circoscrizione varia ampiamente da Autore ad Autore. In base alle ultime ricerche le filogenesi molecolari mostrano che Festuca come tradizionalmente definito è parafiletico. Nel dettaglio in questo genere si individuano quattro cladi qui sotto descritti (i primi due sono ben supportati filogeneticamente, gli altri due lo sono scarsamente).
- (1) "Festuche a foglie sottili": comprende Festuca s.s. con l'ex genere Vulpia C.C. Gmel, 1805 (con due dozzine di specie; ora sinonimi di Festuca). Sono inoltre comprese le seguenti sezioni del genere festuca:
  - sect. Aulaxyper Dumort.;
  - sect. Eskia Willk.;
  - sect. Dimorphae Joch., Mull. & Catalan..
  - Questo gruppo è caratterizzato dall'assenza dei padiglioni auricolari. Le "festuche a foglie sottili" sono chiaramente monofiletiche, anche se non hanno evidenti sinapomorfie morfologiche. Per alcuni Autori una sinapomorfia potrebbe essere formata da modelli di anatomia della sezione trasversale delle foglie. In tutti i casi la posizione del tessuto sclerenchimatico, esaminato in sezione trasversale della lama fogliare, è un aiuto importante per l'identificazione delle vaire specie.[11] Tuttavia per il momento i caratteri distintivi di questo clade sono autapomorfie filogeneticamente non informative.[18]
- (2) Festuche a foglie larghe: comprendente le specie del genere Lolium; qui sono incluse anche le specie del genere Schedonorus P. Beauv., 1812, inserimento supportata da dati morfologici e molecolari. Questo gruppo è caratterizzato, oltre che dalle foglie larghe, piatte e falcate, anche dalla presenza di padiglioni auricolari, ovari glabri all'apice e frutti aderenti alle palee.[19]
- (3) "Grado intermedio" (intermediate grade): comprendente oltre alla specie Castellia tubercolosa, le seguenti tre sezioni del genere Festuca:
  - sect. Subulatae Tzvelev, 1971;
  - sect. Subuliflorae (E.B. Alexeev) Darbysh, 1997;
  - sect. Amphigenes  (Janka) Tzvelev, 1971.
- (4) "Grado Leucopoa" (Leucopoa grade): comprendente le specie del genere Leucopoa Griseb., 1852, Drymochloa Holub, 1984 e le seguenti cinque sezioni del genere Festuca:
  - sect. Drymanthele V.I.Krecz & Bobrov, 1934;
  - sect. Montanae Hack.,1882;
  - sect. Obtusae E.B. Alexeev, 1980;
  - sect. Scariosae Hack., 1882;
  - sect. Pseudoscariosa Krivot, 1960.

Una prova della stretta relazione tra i generi Festuca e Lolium è data da fenomeni di ibridazione tra Lolium s.s. e Festuca arundinacea e sue varietà; gli ibridi risultanti hanno il nome monogenerico x Festulolium Ascherson & Graebner.
Il genere monospecifico Castellia, da un punto di vista filogenetico, occupa una posizione intermedia tra le "festuca a foglie larghe" e quelle a "foglie strette".
La specie Loliolum subulatum manca di dati molecolari per cui la sua posizione è incerta.
Le seguenti sinapomorfie sono relative a tutta la sottofamiglia (Pooideae):
- la fillotassi dell'inflorescenza inizialmente è a due livelli;
- le spighette sono compresse lateralmente;
- i margini embrionali della foglia non si sovrappongono;
- l'embrione è privo della fessura scutellare.

Le sinapomorfie relative alla tribù Poeae sono:
- l'ilo è puntiforme;
- dei lipidi (grassi) sono presenti nell'endosperma;
- le lodicule sono prive di ciglia;
- l'ovario è glabro.

Per la sottotribù sono descritte le seguenti sinapomorfie:
- Lolium:  nelle infiorescenze non ramificate la glume inferiore manca tranne che nella spighetta terminale.
- Castellia: le infiorescenza non sono ramificate, oppure sono presenti dei rami (non ramificati) generati lungo un asse centrale; il lemma è tubercolato.
- Loliolum: le infiorescenza non sono ramificate e le spighette sono tutte posizionate da un lato.
- Pseudobromus: le foglie hanno delle nervature trasversali.

Il cladogramma seguente, tratto dallo studio citato, mostra l'attuale conoscenza filogenetica della sottotribù.
|  | Festuca                                                |
|  |                                                        |
|  | Lolium                                                 |
|  |                                                        |
|  | \| \| Castellia \| \| \| \| \| \| Leucopoa \| \| \| \| |
|  |                                                        |
|  | Castellia                                              |
|  |                                                        |
|  | Leucopoa                                               |
|  |                                                        |

|  | Castellia |
|  |           |
|  | Leucopoa  |
|  |           |